# Новоукраїнка (Новомиколаївська селищна громада)
Новоукраї́нка — село в Україні, у Новомиколаївській селищній громаді Запорізького району Запорізької області. Населення становить 390 осіб. До 2020 орган місцевого самоврядування — Трудова сільська рада.

## Географія
Село Новоукраїнка знаходиться на відстані 2 км від селища Трудове та за 2,5 км від села Голубкове. По селу протікає пересихаючий струмок з загатою. Поруч проходить автомобільна дорога Н15.

## Історія
1921 — дата заснування.
12 червня 2020 року, відповідно до Розпорядження Кабінету Міністрів України від № 713-р «Про визначення адміністративних центрів та затвердження територій територіальних громад Запорізької області», увійшло до складу Новомиколаївської селищної громади.
19 липня 2020 року, в результаті адміністративно-територіальної реформи та ліквідації Новомиколаївського району, село увійшло до складу Запорізького району.

## Населення

### Мова
Розподіл населення за рідною мовою за даними перепису 2001 року:
| Мова       | Кількість | Відсоток |
| ---------- | --------- | -------- |
| українська | 354       | 90.77%   |
| російська  | 36        | 9.23%    |
| Усього     | 390       | 100%     |